# Gare de Bougara
La gare de Bougara est une gare ferroviaire algérienne située sur le territoire de la commune de Bougara, dans la wilaya de Tiaret.

## Situation ferroviaire
Établie à une altitude de 848 m, la gare est située au point kilométrique (PK) 20 de la ligne de Tissemsilt à M'Sila, où elle est précédée de la gare de Tissemsilt et suivie de celle de Hassi Fedoul.
| \| Bougara Frenda Aïn Kermes Tiaret \| Localisation de la gare de Bougara dans la wilaya de Tiaret. |
| Bougara Frenda Aïn Kermes Tiaret                                                                    |

## Histoire
La gare est mise en service le 26 décembre 2022 lors de l'inauguration de la ligne de Tissemsilt à M'Sila.

## Service des voyageurs

### Desserte
La gare de Bougara est desservie par les trains régionaux de la liaison Bordj Bou Arreridj - Tissemsilt,.